# ライヴ・アット・ウェンブリー (ABBAのアルバム)
『ライヴ・アット・ウェンブリー』（Live at Wembley Arena）は、2014年にリリースされたABBAの2枚目のライブ・アルバムである。

## 解説
- 本作は1986年の『アバ・ライヴ』から28年ぶりに発売されたライヴ・アルバムで、1979年11月10日にウェンブリー・アリーナで行われたコンサートの模様を完全収録。
- スタジオ録音が存在しない「アイム・スティル・アライヴ」は本作をもって初商品化となった。

## 収録曲

### ディスク1
1. 山の牧舎の歌 - Gammal fäbodpsalm
2. ヴーレ・ヴー - Voulez Vous
3. イフ・イット・ワズント・フォー・ザ・ナイツ　- If It Wasn't for the Nights
4. アズ・グッド・アズ・ニュー - As Good As New
5. ノウイング・ミー・ノウイング・ユー - Knowing Me Knowing You
6. ロック・ミー - Rock Me
7. チキチータ - Chiquitita
8. マネー・マネー・マネー - Money, Money, Money
9. アイ・ハヴ・ア・ドリーム - I Have a Dream
10. ギミー!ギミー!ギミー! - Gimme! Gimme! Gimme! (A Man After Midnight)
11. S.O.S - SOS
12. 悲しきフェルナンド - Fernando

### ディスク2
1. きらめきの序曲 - The Name of the Game
2. イーグル - Eagle
3. サンキュー・フォー・ザ・ミュージック - Thank You For The Music
4. ホワイ・ディド・イット・ハヴ・トゥー・ビー - Why Did It Have to Be Me?
5. インテルメッツォ・ナンバー・ワン - Intermezzo No. 1
6. アイム・スティル・アライヴ - I'm Still Alive
7. サマー・ナイト・シティ - Summer Night City
8. テイク・ア・チャンス - Take a Chance
9. ダズ・ユア・マザー・ノウ - Does Your Mother Know
10. ホール・イン・ユア・ソウル - Hole in Your Soul
11. ザ・ウェイ・オールド・フレンズ・ドゥ - The Way Old Friends Do
12. ダンシング・クイーン - Dancing Queen
13. 恋のウォータールー - Waterloo